# Politique extérieure française de 1814 à 1914
 (avril 2025).
Si vous disposez d'ouvrages ou d'articles de référence ou si vous connaissez des sites web de qualité traitant du thème abordé ici, merci de compléter l'article en donnant les références utiles à sa vérifiabilité et en les liant à la section « Notes et références ».

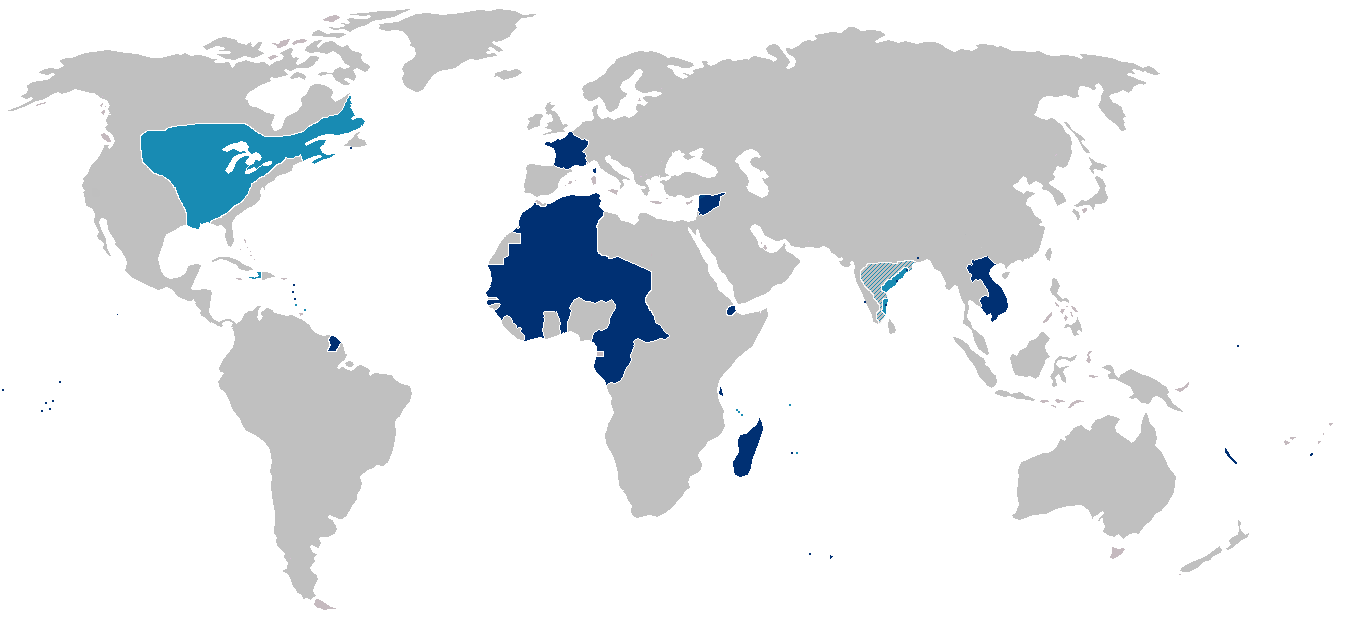
Ayant perdu son premier espace colonial (bleu clair), la France va s'employer à se reconstruire, se rétablir sur la scène internationale, et se reconstituer un second espace colonial (bleu foncé)

Cet article retrace les principaux évènements de la politique extérieure française de 1814 à 1914.
La France, isolée, défaite, et affaiblie en 1815 montrée du doigt, réussit un retour sur la scène internationale, que les autres puissances européennes (Royaume-Uni excepté) consentent intelligemment à transformer en politique coloniale audacieuse.

## Restauration

### Situation en 1815
La période des Restaurations est marqué par le retour du frère de Louis XVI en France. Il est rétabli sur le trône par les Alliés qui voient en lui un gage de paix pour l'Europe.
Le frère de Louis XVI, Louis XVIII, est rétablit sur le trône par les Alliés, qui voient dans la monarchie un gage de paix pour l'Europe.
Le traité de Paris ramène la France aux frontière de 1792. Signé le 30 mai 1814, il ne demande pas de compensation financière à la France.

### Cent jours
Après la défaite de 1815, le second traité de Paris sanctionne le sursaut impérial des Cent-Jours de conditions à la sévérité accrue. Le pays est occupé par environ 1 226 000 hommes pendant une période allant de quelques jours à plusieurs mois. La France est donc divisée en deux parties, séparées par les cours de la Loire, de l'Allier, de l'Ardèche et du Rhône. La partie située au sud et à l'ouest de cette ligne était « entièrement abandonnée au Roi ». Tout le reste du pays était réservé aux alliés.
Entre le 1er novembre 1814 et le 9 juin 1815 a lieu le Congrès de Vienne, où la France réintègre le jeu diplomatique par le bais de Talleyrand.
Autour de la France, différents royaumes sont créés dans le but d’empêcher une expansion française dans le future. La France doit aussi payer une indemnités de guerre de 700 millions de franc or.

### Seconde Restauration
En 1818, la France obtient le retrait des forces coalisées lors du traité d'Aix-la-Chapelle.
En 1820, après un voyage en France, Chaigneau gagne Hué avec le titre de consul et commissaire du roi Louis XVIII, afin de négocier un traité de commerce avec Annam, mais le territoire demeure fermé jusqu’au retour offensif des Français, en 1858.
En 1823, une expédition militaire en Espagne est organisée pour rétablir sur le trône Ferdinand VII.
À partir de 1827, la rance organise des missions en Océanie.
Entre 1828 et 1833, une expédition en Grèce est organisée pour soutenir l'indépendance grecque.
En 1830, Charles X commence la conquête de l'Algérie avec un contingent de 30 000 hommes. Le but est a la fois de  distraire l’attention d’une opinion publique agitée et de renforcer la présence française en Méditerranée.

## Monarchie de Juillet

### Diplomatie

#### Europe
Le 1er août, par l'intermédiaire de la comtesse de Boigne, la duchesse d'Orléans reçoit une communication de l'ambassadeur de Russie à Paris, le comte Pozzo di Borgo, qui indique « qu'il est bien disposé pour le duc d'Orléans ». Le prince Paul de Wurtemberg, frère du roi de Wurtemberg Guillaume Ier et, surtout, beau-père du grand-duc Michel de Russie, lui dit qu'il est « absolument nécessaire » que les chambres proclament son mari roi et que « les puissances étrangères verraient une garantie de stabilité dans sa nomination ».
La révolution qui touche la France durant les Trois Glorieuses influencent la révolution belge de 1830.
La France accueille après 1831, environ 5000 Polonais qui fuient les répressions en Pologne.
Le 20 janvier 1831, au cours de la conférence de Londres, la France reconnait l'indépendance de la Belgique.
En 1832, le gouvernement français envoie des troupes lors de la crise d'Italie. Ce fait est une atteinte au principe de la non-intervention que la monarchie de Juillet avait proclamé dès les premiers moments de son existence.

#### Reste du monde
Contrairement à une idée reçue, il n'y a pas de projets de colonisation en Californie.

### Politique coloniale
En 1831, les troupes de la Légion étrangère sont créées. Il y a aussi la création des zouaves et des tirailleurs (recrutés parmi la population locales) et les spahis (qui servaient le dey auparavant).
Durant la Crise de succession d'Espagne (1833-1846), des réfugiés carlistes s'installent en France,,.
La Monarchie de Juillet permet aux missionnaires catholiques François Caret et Honoré Laval de s'installer aux Gambier en 1834 et font en 1836 une tentative sur Tahiti. Cependant, George Pritchard, missionnaire protestant, inquiet de cette montée du catholicisme, pousse la reine Pōmare IV à se révolter contre les Français. L'affaire se termine à l'amiable entre les Britanniques et les Français.
À partir de 1839, la France participe aux Guerres de l’Opium auprès du Royaume-Uni.

## Seconde République

### Diplomatie
Le 16 avril 1849, une expédition française est votée par l'Assemblée nationale afin de porter secours aux républicains romains insurgés contre les prétentions papales et la domination autrichienne.
Cependant, les élections législatives de mai 1849, en France, ramenèrent le parti de l'ordre conservateurs, catholiques, monarchistes au pouvoir. Louis Napoléon Bonaparte, élu président de la République quelques mois plus tôt, donne l'ordre au corps expéditionnaire d'Italie de retourner ses armes contre ceux qu'il était venu initialement secourir.

### Politique coloniale
La République réorganise l'Algérie en trois provinces.
L'abolition de l'esclavage bouleverse les contours de la citoyenneté.

## Second Empire

### Diplomatie
Napoléon III veut rendre à la France une place de premier rang sur la scène européenne. C'est ainsi qu'il s'engage avec l'Angleterre en 1854 dans une guerre contre la Russie, coupable d'avoir attaqué l'Empire ottoman. Le congrès de Paris (en) consacre la victoire de la coalition et la place éminente obtenue par l'empereur. Entre 1858 et 1859, la France intervient en Italie.
En Asie, la France signe le 9 octobre 1858 le Traité de paix, d'amitié et de commerce entre la France et le Japon qui officialise les relations entre les deux pays. C'est sous le Second Empire que sont lancées les premières expéditions d’envergure, notamment en Cochinchine (campagne de Cochinchine) et en Chine (seconde guerre de l'opium).
En 1859, les armées de l'Empire français aident le royaume de Sardaigne à celles de l'empire d'Autriche. La conclusion favorable aux Italiens de la guerre permet la réunion de la Lombardie au royaume de Sardaigne et de poser les bases de la constitution du royaume d'Italie. Ces affaires ont d’importantes répercussions au sein de la France. La naissance du royaume d’Italie le 17 mars 1861 est marquée par le lent éloignement des catholiques vis-à-vis du régime impérial, dont ils avaient jusque-là été l’un des piliers.
En 1860, la France envoie un corps expéditionnaire en Syrie. La Syrie est à l'époque une province de l’Empire Ottoman, regroupant la Syrie actuelle et le Liban. À causes de forte tension communautaire entre Chrétiens et Musulmans, le Liban et la Syrie ottomane s’embrasent à l’été 1860. Rapidement les premiers meurtres apparaissent. Cet embrassement des tensions internes à cette région du Levant, aboutit au massacre de milliers de civils chrétiens dans la région, au cours des mois de juin à juillet 1860. Des rapports adressés au gouvernement britannique parlent d’au moins 11 000 tués, 75 000 réfugiés et environ 150 villages détruits, ainsi qu’un préjudice financier de près de 125 millions de francs. Cet évènement soulève une vague d’indignation des dirigeants et des populations dans toute l’Europe. Cette indignation se traduit par l’envoi d’un corps expéditionnaire « européen » en 1860, notamment par la France.
En juillet 1861 le président mexicain Benito Juárez décide de suspendre le paiement de sa dette extérieure. Trois pays étaient concernés, l’Espagne, le Royaume-Uni et la France. Profitant de la guerre de Sécession qui déchire les États-Unis, la France envoie un corps expéditionnaire au Mexique pour assurer les intérêts de la France. Pour Clément Recher : « L'amitié franco-britannique a échoué après l'attentat d'Orsini (1858) et les relations avec la Russie d'Alexandre II sont tendues depuis la guerre de Crimée. Ainsi, lors de son entrée en guerre avec le Mexique, la France de Napoléon III est seule dans un territoire de près de deux millions de km², a une distance de 9 200 km de la métropole, avec un effectif de 7 000 soldats menés par le général Lorencez. ». Napoléon III rêve d’un empire, l’impératrice Eugénie veut rétablir la catholicité mise à mal depuis l’indépendance de 1821. Fort des succès militaires de la France, l’empereur proposa le trône du Mexique à l’archiduc Maximilien d’Autriche qui, poussé par son épouse Charlotte, finit par l’accepter. Animé d’idées libérales, le couple impérial se met à dos les conservateurs qui l’avaient appelé et n’eut pas de réel pouvoir face à celui du maréchal Bazaine.
Face à la guerre américaine de Sécession (1861-1865), Napoléon III signe le 10 juin 1861 une proclamation de neutralité qui interdit à tout ressortissant français de prendre rang dans les deux armées sous peine de perdre toute protection. Cela n'empêche pas l'engagement d'immigrants français dans les deux camps. Suivant le lieu de résidence, les immigrants français suivent les tendances de séparatisme ou d’unionisme, ne serait-ce que pour ne pas s’aliéner les sentiments de la population au milieu de laquelle ils vivent. L’expérience de la guerre de Sécession constitue pour les Français installés aux États-Unis un terreau propice à l’assimilation.
La guerre de Sécession terminée, les États-Unis menacent la France d’un conflit si elle ne retire pas ses troupes. Dès 1866 ce fut l’évacuation.
En mai 1860, Napoléon III écrit à Victor-Emmanuel II pour le prévenir qu’en cas d’agression contre l’État pontifical, la France « s’y opposerait par la force ».
À partir de 1866, dans le but d’aider le Saint-Siège à assurer la protection de son territoire une fois que les troupes d’occupation française l’auraient évacué, le gouvernement impérial permit en effet la création d’un corps qui, recruté et formé en France, serait mis à disposition du pape : la Légion romaine, aussi connue sous le nom de « Légion d’Antibes », qu’elle tire de son lieu de formation.
État-tampon issu du Congrès de Vienne, le grand-duché de Luxembourg a pour souverain le roi des Pays-Bas mais fait également partie d'une Confédération germanique et doit, à ce titre, accepter sur son petit territoire une garnison prussienne. En 1867, Napoléon III confie au chancelier prussien Otto von Bismarck son désir d'être récompensé pour sa médiation dans la guerre austro-prussienne. Cependant, lorsque ce projet est communiqué à l'opinion publique allemande, celle-ci s'oppose catégoriquement à cette cession, considérant le Luxembourg comme un territoire historiquement allemand. Pour régler cette crise, une conférence réunit à Londres les principales puissances. Par un traité signé le 11 mai 1867, la France renonce à l'annexion du Luxembourg, en échange de quoi la Prusse retire ses garnisons du grand-duché de Luxembourg, lequel est déclaré neutre et pleinement indépendant.
Bismarck veut agrandir la Prusse. L'Autriche lui laisse les mains libres après avoir été défaite à Sadowa en 1866. Il peut ainsi constituer une Confédération de l'Allemagne du Nord. Mais le chancelier aspire à achever l'unité allemande en rassemblant le nord et le sud dans une guerre contre la France. Bismarck saisit le prétexte d'une « succession d'Espagne » pour l'amener à déclarer la guerre à la Prusse et convaincre les États d'Allemagne du sud de s'unir à celle-ci contre l'ennemi commun. En 1868, Isabelle, reine d'Espagne, abandonne le pouvoir, et Guillaume Ier de Prusse propose comme successeur Léopold de Hohenzollern-Sigmaringen, un Hohenzollern proche des prussiens. La France abandonnerait alors son influence et se verrait encerclée de pro-prussiens. Toute la diplomatie française s'active donc à faire échouer cette candidature et semble y parvenir : la proposition de Léopold de Hohenzollern est oralement abandonnée. Mais Bismarck provoque l'opinion française via la dépêche d'Ems.
Le 19 juillet 1870, la France déclare la guerre à la Prusse, qui est soutenue par une coalition de 24 États allemands. Mais l'armée de Napoléon III, mal préparée, essuie défaites sur défaites. En six mois, 150.000 victimes sont à déplorer. Le conflit s'achève par la signature du traité de Francfort, le 10 mai 1871, qui rattache l'Alsace-Moselle à l'empire allemand nouvellement créé.  Les Allemands occupent tout le Nord de la France. Ils ne reculent qu'au fur et à mesure du paiement, par la France, d'un trésor de guerre de 5 milliards de francs or. Et le roi de Prusse est proclamé empereur dans la galerie des glaces, à Versailles.

### Politique coloniale
Le Second Empire poursuit la conquête de l’Algérie. En 1857, la France envahit la Kabylie. Au début des années 1860, Napoléon III cherche à créer une politique d'association autour d'un projet de royaume arabe inspiré par Ismaïl Urbain.
Napoléon III encourage une politique d’expansion et d’intervention outre-mer, autant par souci de prestige que dans le but de se concilier les puissants catholiques qui lui reprochent d’abandonner les missionnaires. Il renforce donc la présence française au Sénégal grâce au colonel Faidherbe, gouverneur de 1854 à 1865. La construction du poste de Médine en 1865 assure alors le contrôle de toute la vallée du fleuve Sénégal.
En 1869, la France participe au percement du canal de Suez.

## Troisième République

### Diplomatie
La défaite française de 1871 entraîne en France la chute du Second Empire et l'instauration d'une république.
Jusqu'en 1914, la stabilité du franc favorise l'épargne. L'État et la société empruntent aisément ; la  France prête au monde entier.
Après la défaite de la Russie contre le Japon en 1905, Guillaume II tente de nouer une alliance avec Nicolas II pour intimider la France isolée. Guillaume II revendique à Tanger le droit de l'Allemagne à intervenir au Maroc. La crise finit par être réglée lors de la Conférence d'Algésiras en 1906.
La France veut prendre sa revanche sur l'Allemagne, devenue l'hégémonique second Reich bismarckien.
En 1892, la France signe une alliance avec la Russie. Il s'agit pour la France comme pour la Russie de sortir de leur isolement diplomatique.

### L'empire colonial français
En 1871, l'effondrement de l'Empire provoque des révoltes en Grande Kabylie.
À partir des bases constituées par les régimes précédents, la Troisième République édifie un empire colonial en Afrique et en Asie.
L’expansion coloniale est justifiée par les théories racialistes développées au XIXe siècle.
L'administration coloniale installe des écoles pour faire apprendre aux populations locales le français. C'est le cas du Lycée Chasseloup-Laubat de Saïgon.
À partir des années 1880, les puissances européennes débutent une véritable course aux colonies sur le continent africain. Cette rivalité s’exerce d’abord sur le bassin du Congo où les Français menacent les ambitions britanniques et belges.
Les Français imposent un protectorat à la Tunisie en 1882.
Du 15 novembre 1884 au 26 février 1885 a lieu la Conférence de Berlin qui fixe les règles de l’expansion européenne en Afrique : les puissances impériales légitiment leurs possessions africaines dans le cadre d’accords internationaux et pour faire reconnaître leurs zones d’influence, elles doivent occuper les territoires revendiqués et obtenir des autorités africaines la signature de traités attestant leur soumission politique. Ces nouvelles règles du jeu modifient les formes de l’expansion européenne en Afrique : aux grandes explorations lancées au cœur du continent sur des motifs scientifiques ou humanitaires (Savorgnan de Brazza, Stanley) succèdent de lourdes expéditions militaires, solidement équipées, dont l’objectif est d’imposer durablement la présence militaire européenne aux populations africaines.
Les intentions françaises se trouvent le projet d’une expansion coloniale française de Dakar à Djibouti, principal objectif de la mission Congo-Nil formée en 1896 par le commandant Marchand qui entend, selon ses propres mots, « frapper la croix anglaise » au Soudan. Mais pour le ministre français des Affaires Étrangères, Gabriel Hanotaux, cette mission permet surtout de faire pression sur la Grande-Bretagne pour obtenir d’elle la reconnaissance de nouveaux territoires français en Afrique. Le 10 juillet 1898, la mission Marchand atteint Fachoda. Les Français construisent un fort, affrontent les troupes madhistes au mois d’août et parviennent à imposer un traité de protectorat au grand Mek Abd-El-Fadil, chef des populations Chillouks qui occupent cette région du Haut-Nil. Le 19 septembre, les canonnières britanniques conduites par le général Kitchener arrivent en vue du Fort de Fachoda. Sans nouvelles de Paris, Marchand rencontre le général britannique et décide de s’en remettre aux décisions du Quai d’Orsay. À Paris, le nouveau ministre des Affaires étrangères, Théophile Delcassé, comprend que le rapport de force militaire et diplomatique avec la Grande-Bretagne n’est pas en faveur de la France et demande à Marchand de se retirer à la fin du mois d’octobre. Le retrait de Marchand est considéré comme une véritable humiliation par la presse nationaliste. Mais cet échec diplomatique des Français au Soudan est largement compensé dans les années suivantes par l’attitude bienveillante de la Grande-Bretagne vis-à-vis des ambitions françaises au Maroc dans le cadre de l’Entente cordiale.
En 1899, l’expédition française Voulet-Chanoine, dans le Tchad, dégénère en colonne sanglante.
En 1904 est créée l’Afrique occidentale française suivie en 1910 par l’Afrique équatoriale française.
En 1912 est proclamé le protectorat français sur le Maroc.

#### Outils de travail
- Atlas : Georges Duby, Atlas historique, Ville, Édition, Année.
- Atlas : LEBRUN F. (direction de), Atlas historique, Paris, Hachette Éducation, 1re édition 2000.
- Chronologie : DELORME J., coll. « Que sais-je ? », no 1192 : Les Grandes Dates du XIXe siècle, Paris, PUF*, 1re édition 1985, 9e 1998.

#### Ouvrages généraux, manuels fondamentaux
- FRÉMY M. et D., Quid 2002, Paris, Robert Laffont, 2001.
- Nicolas Delalande et Blaise Truong-Loï, Histoire politique du XIXe siècle, SciencesPo les presses, 2021 (ISBN 978-2-7246-3775-5)
- Henri Nonn, Pierre Pierrard, Serge Lerat, Roger Brunet, René Oizon, Roland Mane, Jacques Lempert, Germain Bazin, François Loyer, Gilbert Gatellier et al., Encyclopédie française, t. IX, Paris, Larousse, 1974 (ISBN 2031517392), « France », p. 5061 - 5149
- BARJOT D., CHALINE J-P., ENCREVÉ A., La France au XIXe siècle 1814-1914, Paris, PUF (Presses universitaires de France), 1re édition 1995, 5e 2002.
- coll. « Que sais-je ? », Paris, PUF (Presses universitaires de France), éditions diverses :
  - Jean-Pierre Chaline, coll. « Que sais-je ? », n'1214 : La Restauration, Paris, PUF, 1re édition 1998.
  - ROBERT H., coll. « Que sais-je ? », n'1002 : La Monarchie de Juillet, Paris, PUF, 1re édition 1994, 2e 2000.
  - VIGIER P., coll. « Que sais-je ? », n'295 : La Seconde République, Paris, PUF, 1re édition 1967, 8e 2001.
  - ENCREVÉ A., coll. « Que sais-je ? », n'739 : Le Second Empire, Paris, PUF, 1re édition 2004.
  - BOUJOU P.M. et DUBOIS H., coll. « Que sais-je ? », no 520 : La Troisième République, Paris, PUF, 1re édition 1952, 14e 2000.

#### Ouvrages spécialisés
- C. Anbrosi, Apogée de l'Europe, Armand Collin, 1976, 6e ed. 1996.
- Louis Dollot, coll. « Que sais-je ? », no 307 : Histoire diplomatique (1814-1914), Paris, PUF, édition 1948.
- Stella Ghervas, Réinventer la tradition. Alexandre Stourdza et l'Europe de la Sainte-Alliance, Paris, Honoré Champion, 2008.  (ISBN 978-2-7453-1669-1)
- S.Sainlaude, Le gouvernement impérial et la guerre de Sécession, 2011
- S.Sainlaude, La France et la Confédération sudiste, 2011
- Jules Hansen, L'Alliance franco-russe, Flammarion, 1897
- C. Liauzu, Colonisation : droit d'inventaire, coll. « Les Enjeux de l'histoire », Armand Collin, 2004.
- Farid Ameur, Les Français dans la guerre de Sécession : 1861-1865, Presses universitaires de Rennes, coll. « Des Amériques », 2016 (ISBN 978-2-7535-5284-5, DOI 10.4000/books.pur.42428, lire en ligne)
- Guy Antonetti, Louis-Philippe, Fayard, coll. « Collection particulière », 1994 (ISBN 978-2-213-59222-0)